# Colin MacLeod
Colin Munro MacLeod (28. ledna 1909 — 11. února 1972) byl kanadsko-americký genetik, který spolu s Averym a McCartym provedl Averyho–MacLeodův–McCartyho experiment. Tento experiment prokázal, že DNA je genetickým materiálem bakterií (do té doby se spíše myslelo, že to jsou bílkoviny).
Narodil se v kanadském Port Hastings v Novém Skotsku a vystudoval McGill University v Montrealu. Už v roce 1943 jako mladý vědec provedl s Averym a McCartym sérii slavných pokusů s transformací bakterií. Za druhé světové války se následně angažoval ve výzkumu infekčních onemocnění a stal se předním americkým epidemiologem. V 50. letech byl členem Národní akademie věd Spojených států amerických, v šedesátých letech byl spolupracovníkem J. F. Kennedyho a L. B. Johnsona.